# Estación de Huétor Tájar
La Estación de Huétor Tájar es una localidad y pedanía española perteneciente al municipio del Huétor Tájar, en la provincia de Granada, comunidad autónoma de Andalucía. Está situada en la parte central de la comarca de Loja. Cerca de esta localidad se encuentran los núcleos de Huétor Tájar capital, La Fábrica, Agicampe, Venta Nueva y Calardos.
Se sitúa a 1,7 km del núcleo urbano de Huétor Tájar, en la intersección de la carretera provincial GR-4002 y la línea de alta velocidad a Granada.

## Historia

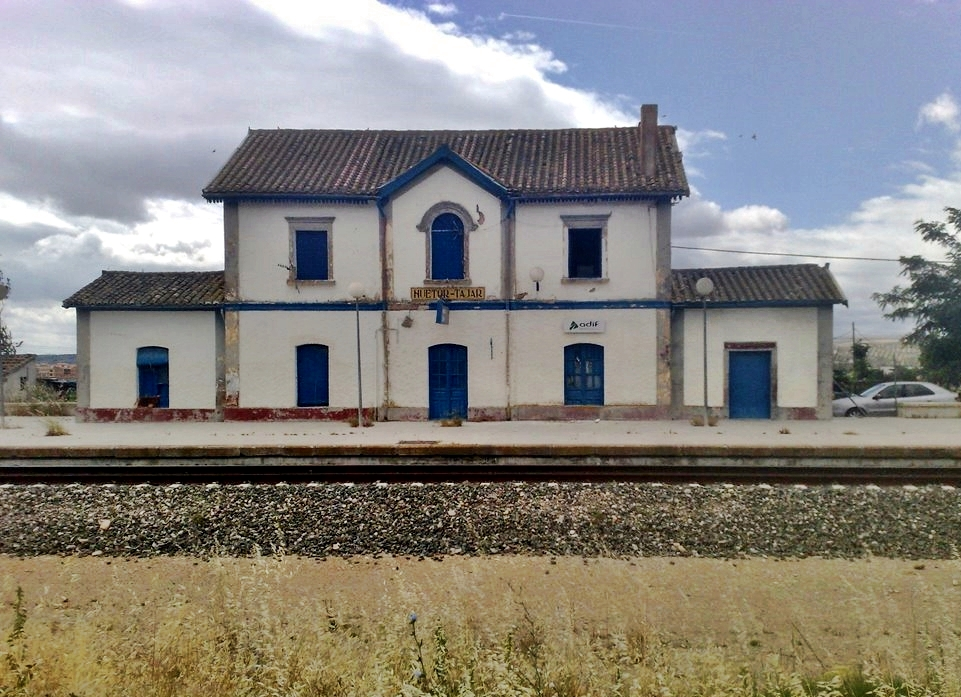
Estación de ferrocarril de Huétor Tájar

La localidad tiene su origen en la construcción de la línea de ferrocarril entre Bobadilla y Granada, durante la segunda mitad del siglo XIX en la que a partir de la estación, se han ido aglutinando una serie de viviendas.

## Demografía
Según el Instituto Nacional de Estadística de España, en el año 2024 la Estación de Huétor Tájar contaba con 84 habitantes censados, lo que representa el 0,79% de la población total del municipio.